# Переправа

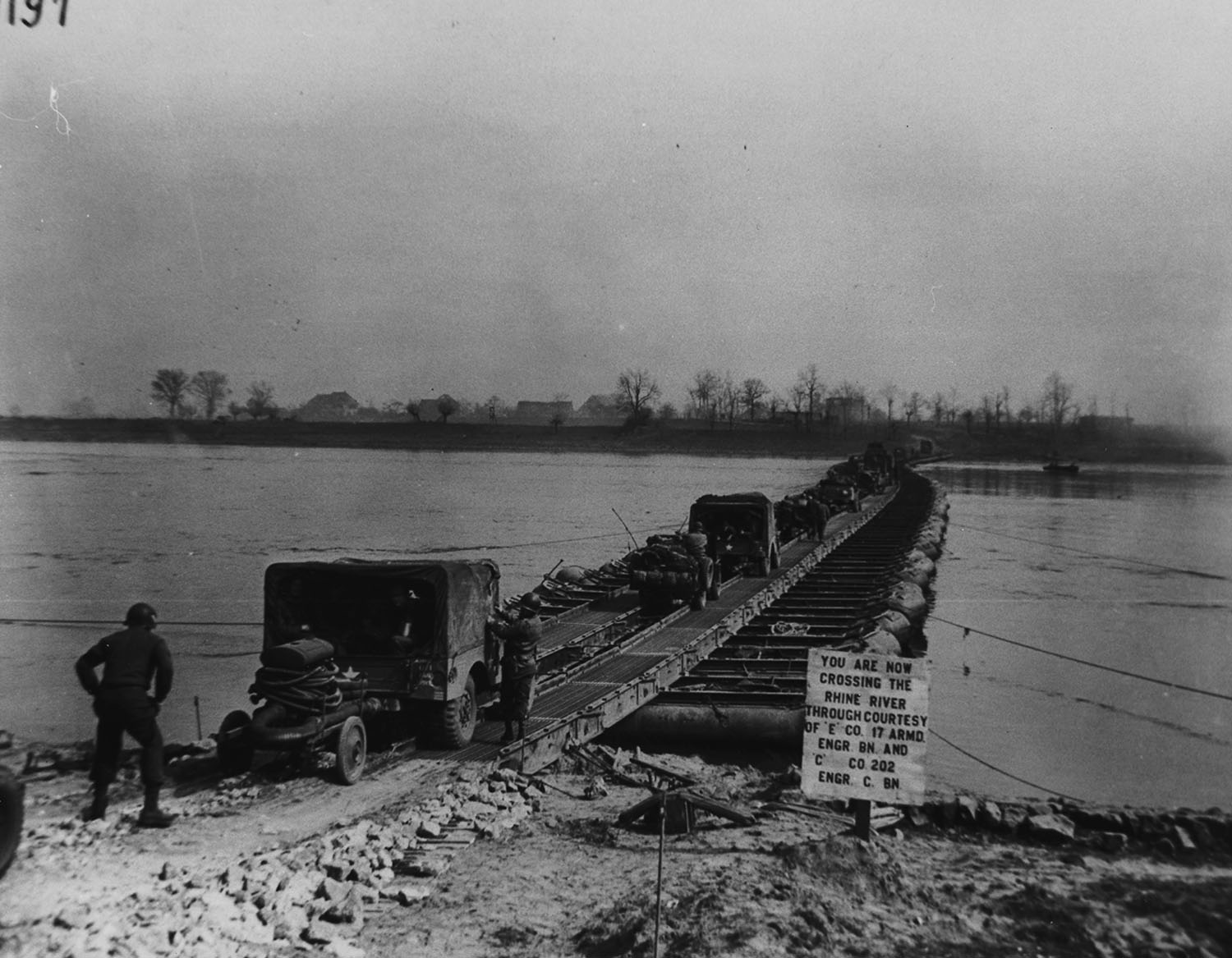
Переправа військ 9-ї армії США із застосуванням понтонного мосту. Рейн. 1945

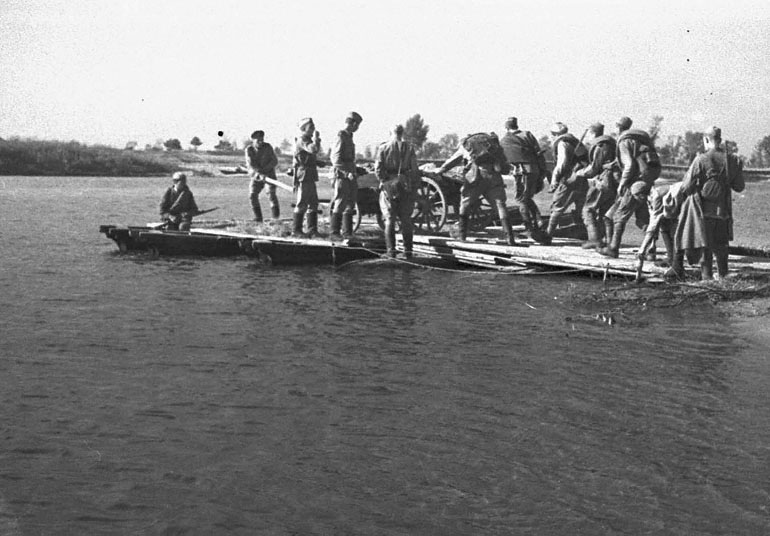
Форсування радянськими військами Дніпра. Осінь 1943

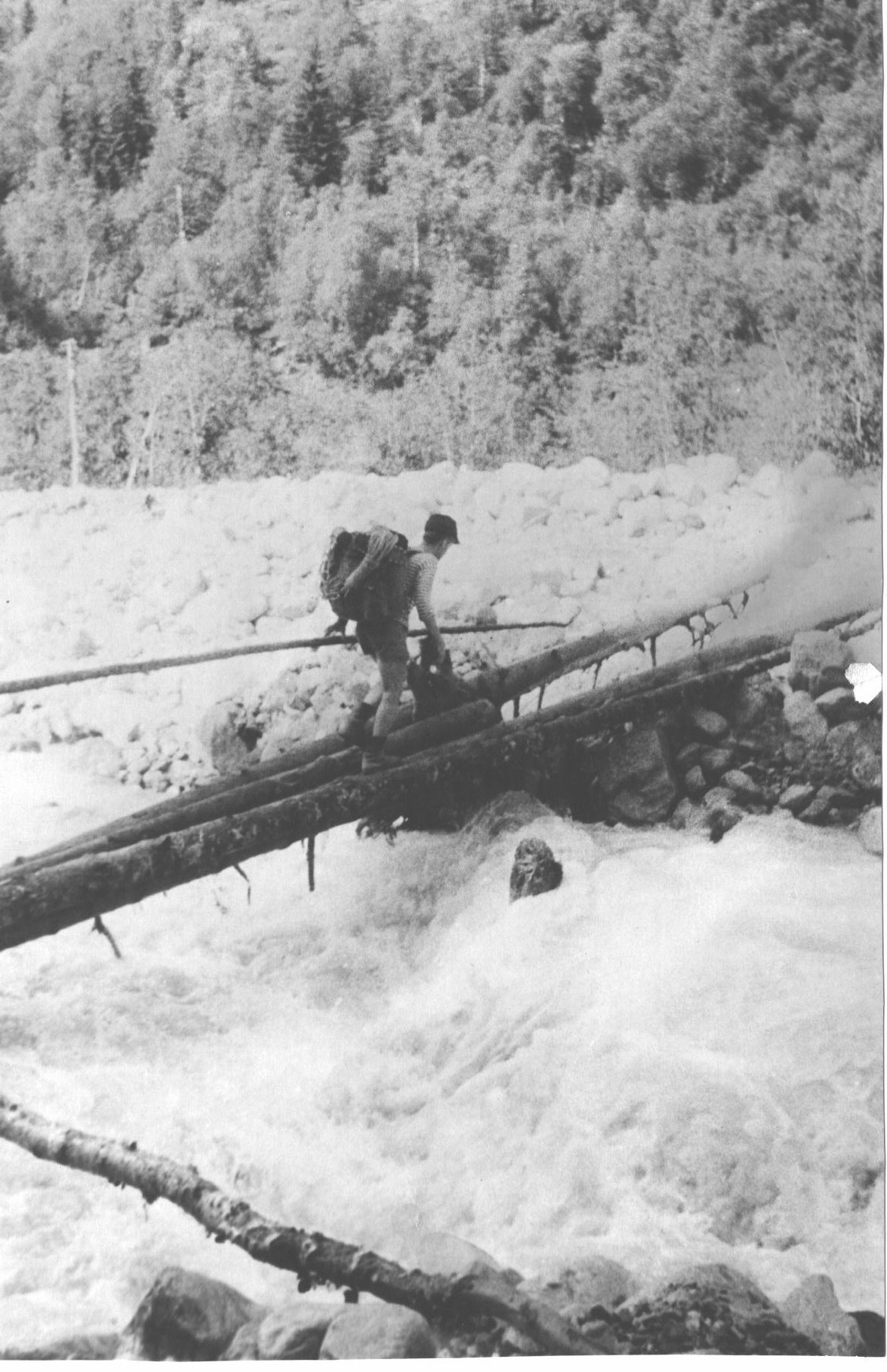
Переправа через повалені дерева - кладка на гірській річці. Кавказ.

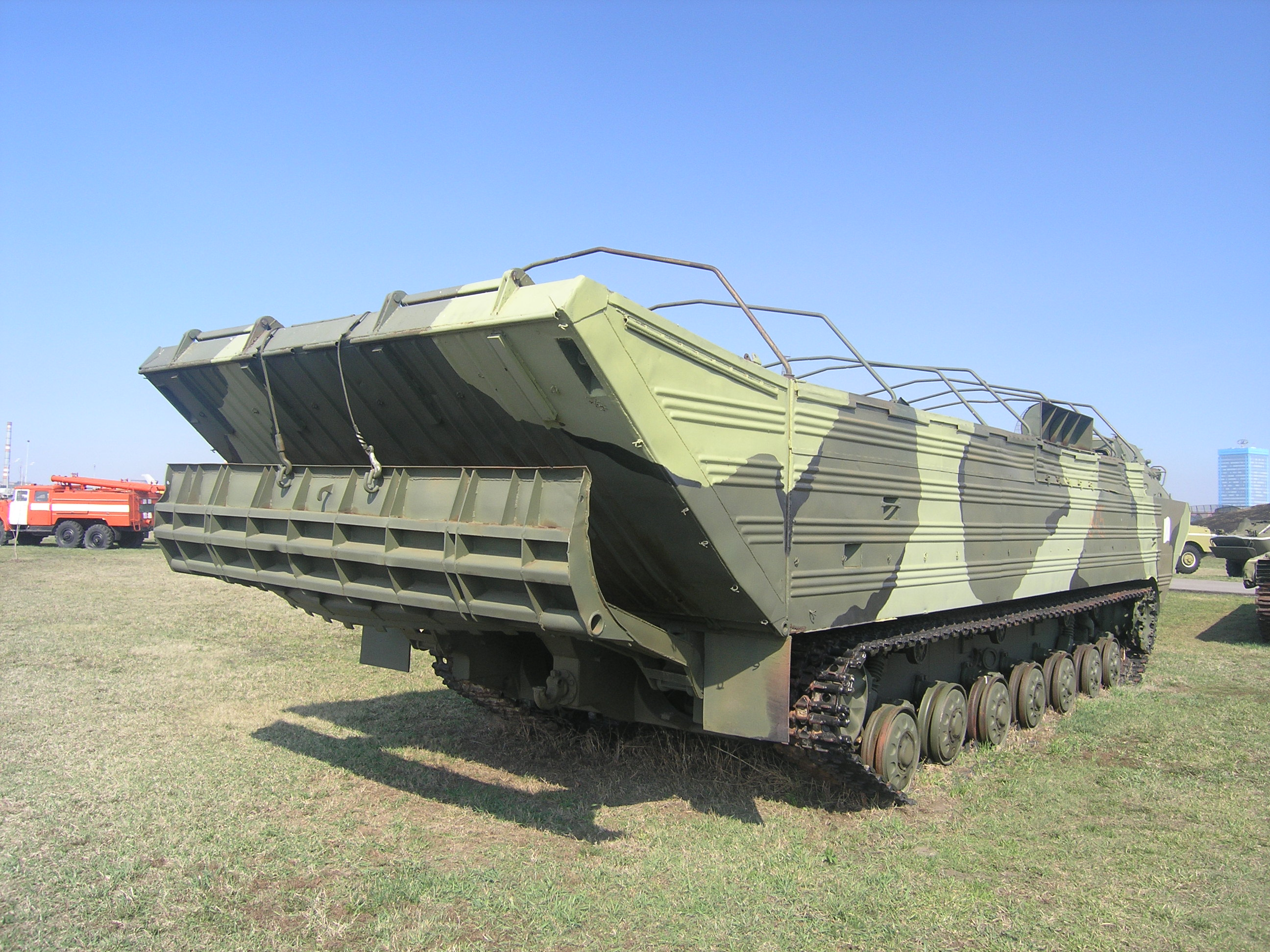
Плаваючий середній транспортер ПТС. СРСР

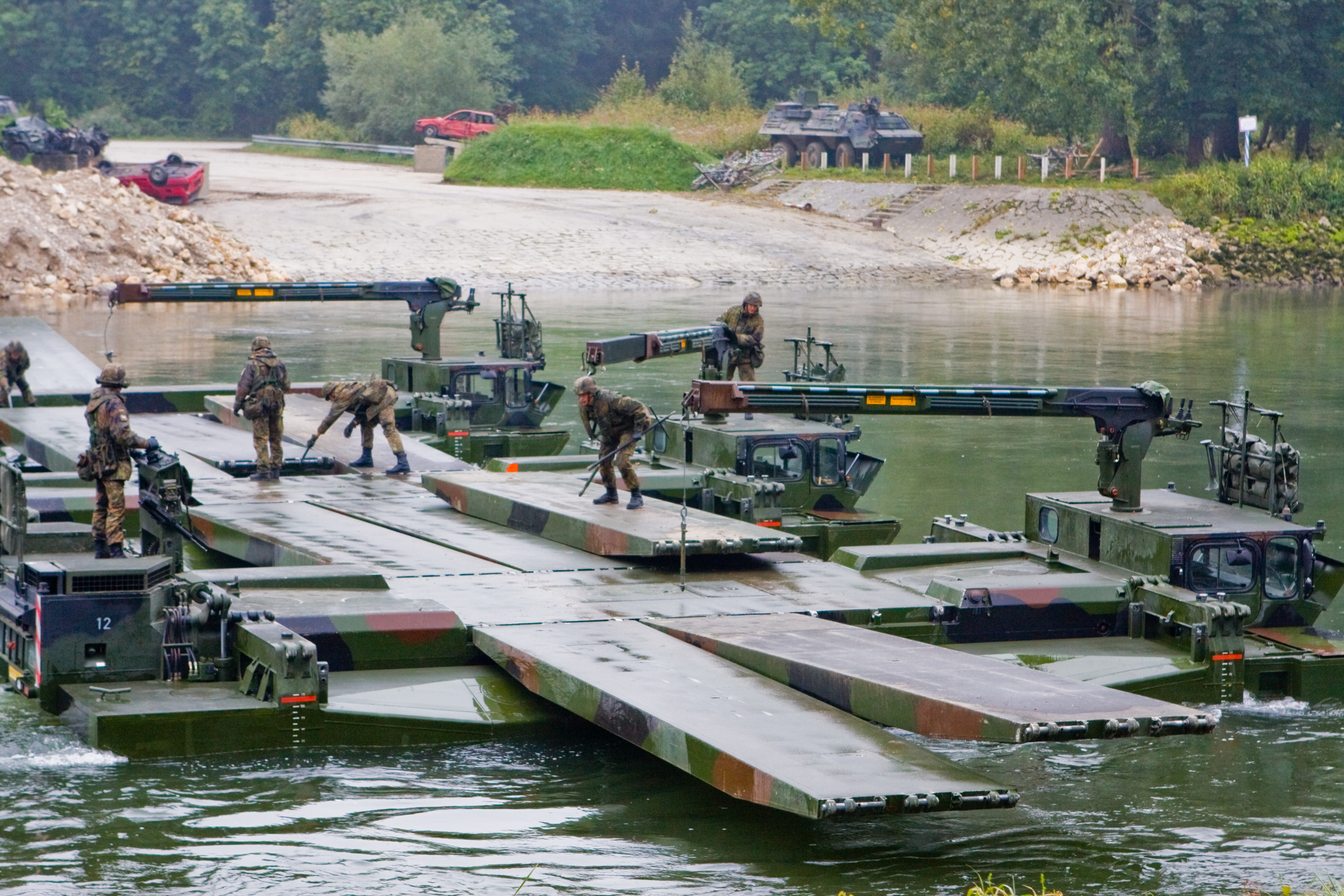
Наплавний понтонний міст М3G. Бундесвер. Німеччина

Перепра́ва військ — подолання протяжних водних перешкод (річок, озер, лиманів тощо) різними способами та за допомогою технічних засобів на протилежний берег. 
Розповсюджена у військовій та експедиційній практиці. Переправа військовими формуваннями  здійснюється, частіше за все, при відсутності прямого зіткнення з противником.
Найпростіші способи переправи через водні перешкоди:
- уплав
- бродом
- льодом

Із застосуванням технічних засобів:
- мостів
- амфібійних транспортних засобів
- поромів
- катерів
- підручними засобами (дошки, ящики, жердини, колоди, хмиз, човни, бочки, бідони, бурдюки, шини тощо)

## Зовнішні джерела
- Переправи (рос.)
- Форсування водних перешкод (рос.)
- Переправа кригою через Керченську протоку (рос.)
- Обладнання й утримання переправ при форсуванні водних перешкод (рос.)
- Переправи бродом через водні перешкоди (рос.)